# Sněhová fréza

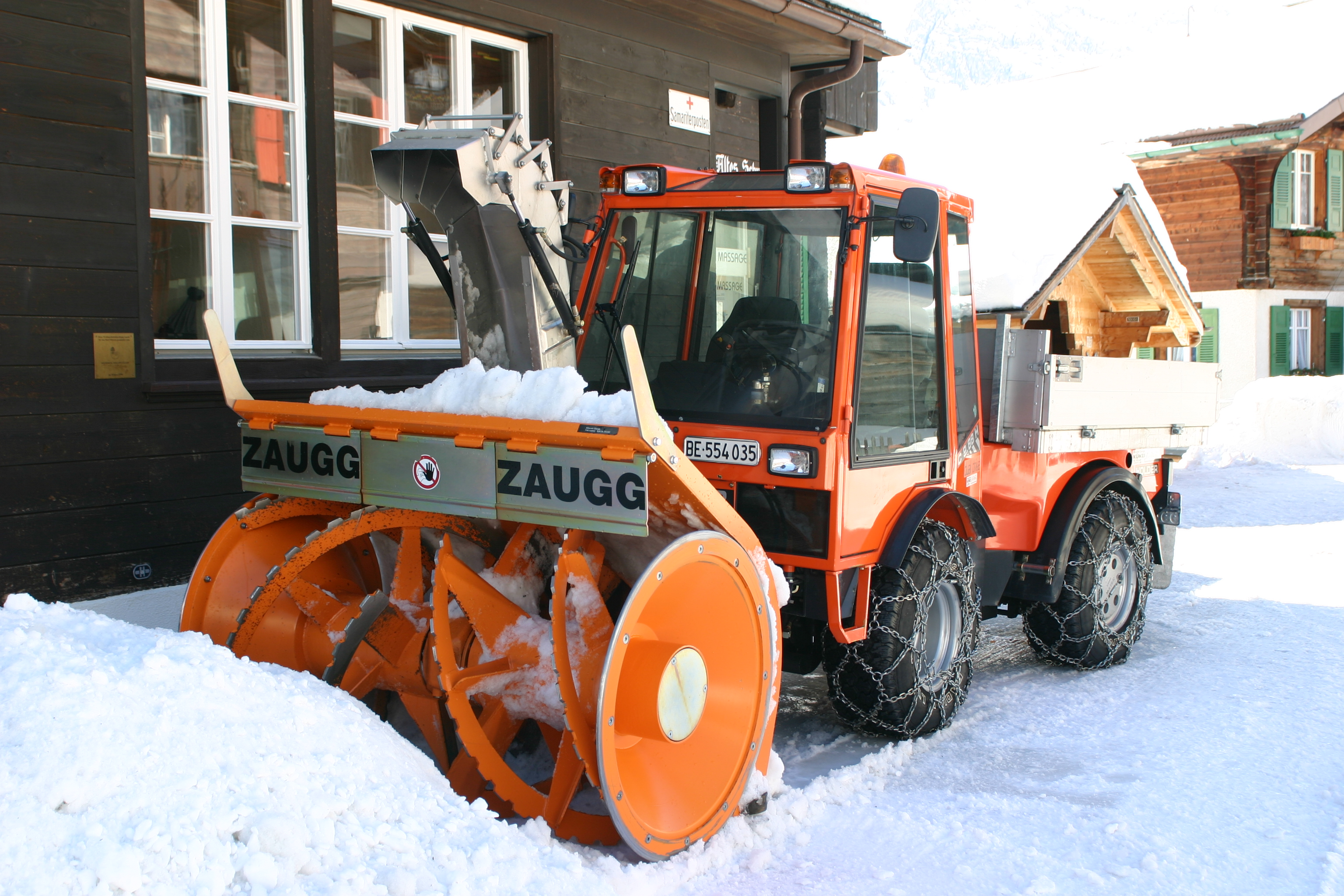
Silniční sněhová fréza

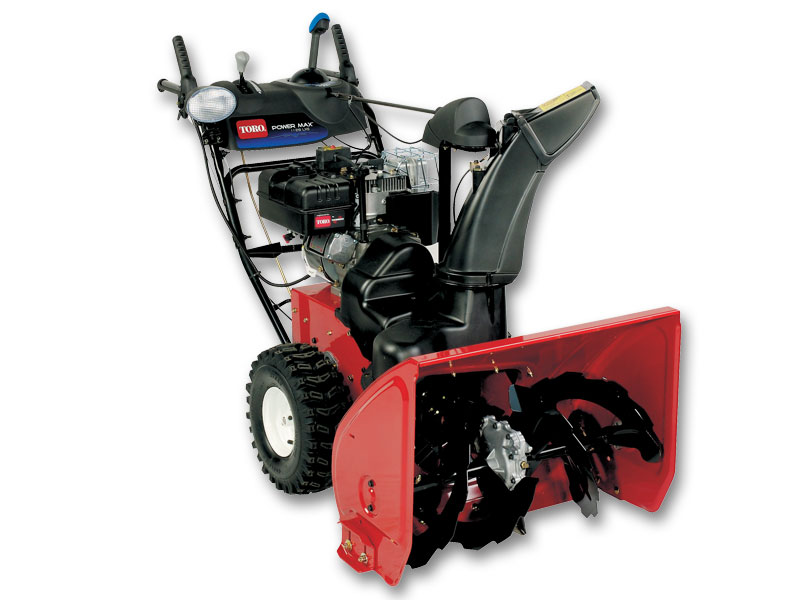
Domácí sněhová fréza Mountfield

Sněhová fréza je stroj sloužící k odklízení velkých nánosů sněhu. Existuje jak ve formě pro odklízení závějí ze silnic a železnic, tak i v menší podobě pro použití v domácích podmínkách.
Sněhové frézy zpravidla sníh rozřezávají pomocí točícího se šneku. Kousky sněhu jsou pak odhazovány mimo čištěnou oblast.
Typ užívané frézy se liší jak podle čištěné oblasti (silnice, železnice, zahrada), podle typu podkladu (zpevněný povrch, nerovný a měkký terén), tak i podle typu sněhu, který má odklízet (čerstvý sníh, těžký udusaný sníh).

## Domácí sněhové frézy
Existuje několik typů domácích sněhových fréz:

### Jednostupňové
Jednostupňové sněhové frézy jsou menší, snadno ovladatelné a méně výkonné. Zpravidla jsou poháněny elektromotorem, dvoutaktním nebo čtyřtaktním spalovacím motorem. Hodí se pro práci na pevném podkladu a pro odklízení pouze čerstvě napadaného sněhu.

### Dvoustupňové
Do náročného terénu, pro odstraňování ušlapanáho nebo namrzlého sněhu a obecně do obtížných podmínek. Může být poháněna čtyřtaktním spalovacím motorem nebo bateriovým elektromotorem.